# Ted (luchtvaartmaatschappij)

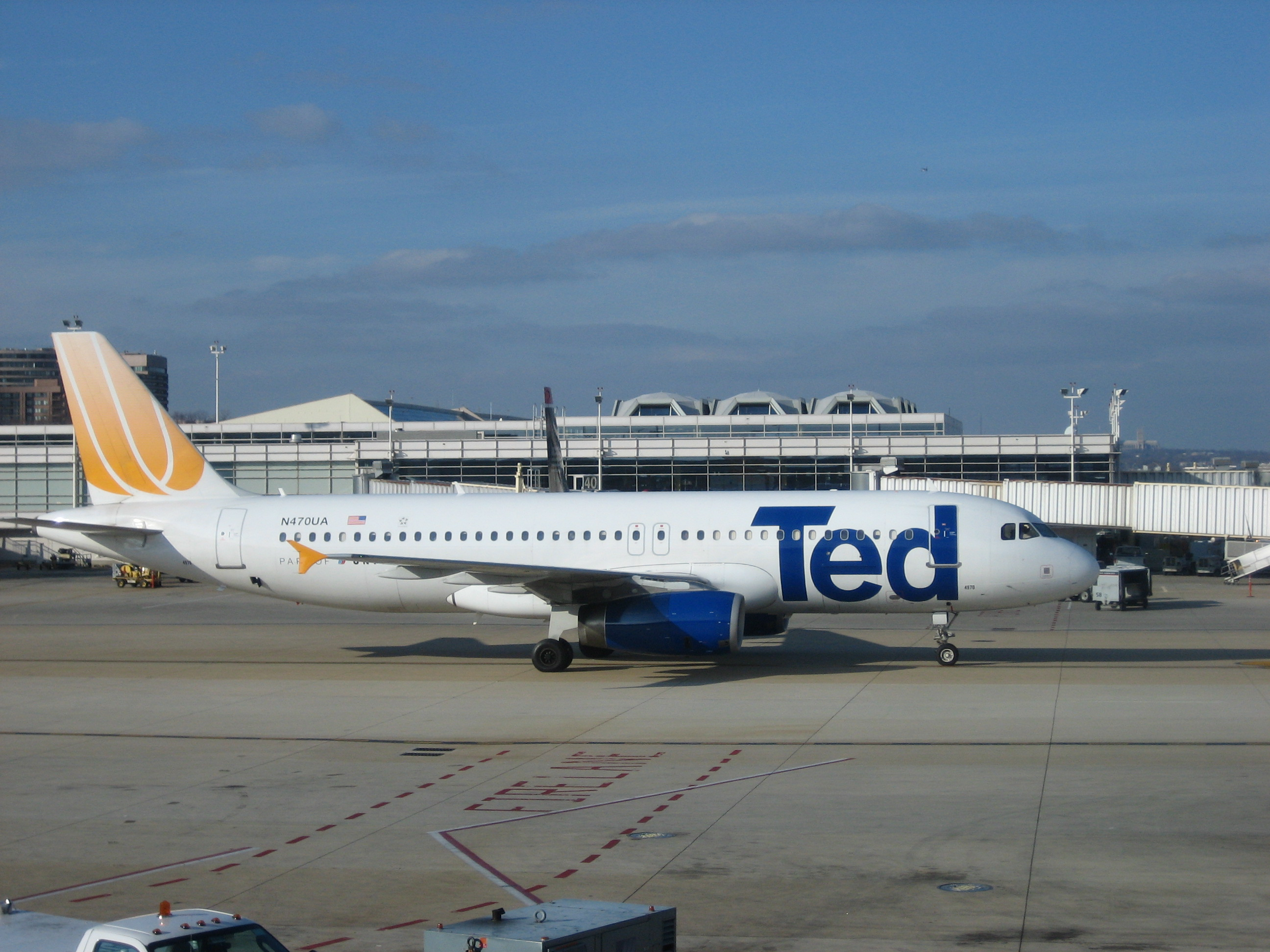
Een Airbus A320 van Ted

Ted was de lagetarievenluchtvaartmaatschappij van United Airlines. De naam "Ted" komt van de laatste drie letters van "United". Ted trad begon op 12 februari 2004 te vliegen van Denver International Airport om te concurreren met Frontier Airlines, een lagetarievenmaatschappij. De luchtvaartmaatschappij had 54 vliegtuigen van het type Airbus A320, en vloog naar toeristenbestemmingen in de Verenigde Staten en Mexico.
In 2009 trok moederbedrijf United de maatschappij opnieuw binnen in het hoofdbedrijf.